# Phyllophaga fucata
Phyllophaga fucata är en skalbaggsart som beskrevs av Horn 1887. Phyllophaga fucata ingår i släktet Phyllophaga och familjen Melolonthidae. Inga underarter finns listade i Catalogue of Life.